# Maximilian von Roedern
Maximilian Gustav Erdmann Joseph Graf von Roedern (* 17. Juli 1816 in Glumbowitz; † 2. April 1898 in Breslau) war ein preußischer Generalleutnant.

## Leben

### Herkunft
Maximilian war ein Sohn des Kriegs- und Domänenrats Erdmann Gustav von Roedern (1781–1861) und dessen Ehefrau Natalie, geborene Gräfin Henckel von Donnersmarck (1789–1875), eine Tochter des preußischen Generalmajors Elias Maximilian Henckel von Donnersmarck.

### Militärkarriere
Roedern trat am 6. Oktober 1834 als Kürassier in das 1. Kürassier-Regiment der Preußischen Armee ein und avancierte bis Mitte Juni 1836 zum Sekondeleutnant. Auf ein Jahr war er ab September 1841 zur Lehreskadron kommandiert und vom 5. Oktober 1843 bis zum 22. Juli 1844 fungierte er als Regimentsadjutant. Als Premierleutnant wurde er 1852 zum Kavalleriestamm des Landwehr-Bataillons im 38. Infanterie-Regiments (6. Reserve-Regiments) kommandiert und stieg Ende Juni 1852 zum Rittmeister auf. Vom 25. Juli 1854 bis zum 17. März 1858 war Roedern Eskadronchef in seinem Stammregiment, wurde anschließend in das 5. Kürassier-Regiment versetzt und am 14. Juni 1859 unter Beförderung zum Major zum etatsmäßiger Stabsoffizier ernannt. Nachdem man ihn am 25. Juli 1859 dem Regiment aggregiert hatte, wurde er am 12. Mai 1860 als etatmäßiger Stabsoffizier zum 1. kombinierten Ulanen-Regiment kommandiert, aus dem zum 1. Juli 1860 das 2. Pommersche Ulanen-Regiment Nr. 9 hervorging. Roedern stieg Ende Juni 1864 zum Oberstleutnant und am 18. April 1865 beauftragte man ihn unter Stellung à la suite mit der Führung des Rheinischen Kürassier-Regiments Nr. 8 in Deutz. Am 16. Juni 1865 erfolgte seine Ernennung zum Regimentskommandeur. Roedern führte sinen Verband 1866 mit Krieg gegen Österreich in den Schlachten bei Münchengrätz und Königgrätz. Für sein Wirken erhielt er nach dem Friedensschluss den Roten Adlerorden IV. Klasse mit Schwertern und am 31. Dezember 1866 wurde er mit Patent vom 30. Oktober 1866 zum Oberst befördert.
Im Krieg gegen Frankreich führte Roedern sein Regiment bei Noisseville, Amiens, an der Hallue sowie bei Bapaume und Saint-Quentin. Er nahm an der Belagerung von Metz sowie den Gefechten bei Bohain-en-Vermandois und Sapignies teil. Neben beiden Klassen des Eisernen Kreuzes wurde Roedern mit dem Großkreuz des Hausordens vom Weißen Falken ausgezeichnet. Unter Stellung à la suite seine Regiments wurde er am 4. April 1871 zum Kommandeur der mobilen 8. Kavallerie-Brigade ernannt. In gleicher Eigenschaft erfolgte am 23. Mai 1871 seine Versetzung zur 4. Kavallerie-Brigade nach Bromberg. Roedern avancierte am 18. August 1871 zum Generalmajor und erhielt am 29. Juli 1873 den Roten Adlerorden II. Klasse mit Eichenlaub und Schwertern am Ringe. Unter Verleihung des Charakters als Generalleutnant wurde er am 12. Februar 1876 mit Pension zur Disposition gestellt. Nach seiner Verabschiedung würdigte ihn Kaiser Wilhelm II. am 22. März 1897 durch die Verleihung des Kronen-Ordens II. Klasse mit Stern. Er starb am 2. April 1898 in Breslau.

### Familie
Roedern heiratete am 4. Mai 1848 in Breslau Luise von Mutius (1823–1894), eine Tochter des Generals der Kavallerie Louis von Mutius. Nach ihrem Tod heiratete er am 23. November 1895 in Dresden Magdalene von Dallwitz (1854–1927). Er hatte keine Kinder.